# Notteryd
Notteryd är en bebyggelse öster om Växjö och söder om Toftasjön i Gårdsby socken i Växjö kommun i Kronobergs län. SCB avgränsade området som en småort 2023.